# 佐藤梓 (政治家)
佐藤 梓（さとう あずさ、1984年（昭和59年）9月11日 - ）は、日本の元政治家。NHK社会部記者を経て2015年（平成27年）に社民党公認のもと八王子市議会議員に初当選した。「アイドル顔負けの市議」として話題になった。

## 略歴
- 岐阜県関市出身。岐阜県立関高等学校を卒業し、2004年（平成16年）、上智大学外国語学部ドイツ語学科入学。2006年（平成18年）にグラーツ大学（オーストリア）へ交換留学し、ドイツ語と社会学を学ぶ。帰国後、上智大学文学部社会学科に転部し2009年（平成21年）に卒業。同年に日本放送協会(NHK)入局、記者として事件事故の取材をする[3]。その後退職し、2013年（平成25年）には上智大学大学院外国語学研究科言語学専攻博士前期課程に入学[6][7]。東京都知事選に出馬した宇都宮健児の選挙ボランティアを通じて八王子市議だった井上睦子と知り合い、福島瑞穂参院議員の政治スクールに参加する[4]。
- 2015年4月26日、八王子市議会議員選挙でトップ当選を遂げた[8]。
- 2016年6月11日、経済学者の佐々木隆治と結婚。
- 2018年11月21日、自身のFacebookに［任期満了後の引退について］を掲載。次回選挙に出馬せず、引退することを明らかにした[9]。
- 2022年時点では社民党員ではなくなっており、その理由について佐藤は「所属先の支部の移籍がうまくいかなかったため」としている[10]。